# ズザーネ・ラウテンバッハー
ズザンネ・ラウテンバッハー（Susanne Lautenbacher,  1932年4月19日 アウクスブルク - 2020年9月15日）はドイツのヴァイオリニスト。

## 経歴
音楽教師ヨーゼフ・ラウテンバッハーを父としてアウクスブルクに生まれ、生地のレオポルト-モーツァルト音楽院でヴァイオリンを学び（1949－1955）、ミュンヒェンを拠点とするヴァイオリン教師で、フロイント弦楽四重奏団を率いていた第一ヴァイオリン奏者カール・フロイントに師事。その後はブロニスラフ・ギンペル、マックス・ロスタル、ヘンリク・シェリングの薫陶を受けた。ミュンヒェン国際音楽コンクール（正式にはARD[=ドイツ公共放送連盟]ミュンヒェン国際音楽コンクール）のヴァイオリン部門に入賞。
1960年にカールスルーエ、さらに1965年からはシュトゥットガルト音楽院の教授に任命され、以降1992年までヴァイオリンの指導を行なっている。夫君はシュトゥットガルトの南ドイツ音楽スタジオを創設した音楽家、かつ音響エンジニアのハインツ・ヤンゼンであり、50年から90年までの間に数多のレコード録音を行った。
録音のレパートリーはビーバーのローゼンクランツ・ソナタ全曲から、ロカテッリ、ヴィヴァルディ、バッハ、ヘンデル等々のバロック、ウィーン古典派、ロマン派、さらにはプフィッツナー、レーガー、ハンス・ウェルナー・ヘンツェのみならず、それ以降の世代の作品も手掛け、アルトゥール・ダンゲル（1931年～）のヴァイオリンと声楽のための協奏曲《オルフェウス》や、エヴァ・ショルによるヴァイオリン協奏曲《70人体制（Septuarchie）》（1975年）など、多くの作品の初演者でもある。
ベルリン交響楽団（Berliner Symphonische Orchester）に独奏者として度々登場し、室内楽奏者としてシュトゥットガルトのベラルテ・トリオやピアニストのマルティン・ガリング、ヴィオラ奏者のウルリヒ・コッホ、チェリストのマルティン・オステルタークらと共演してきた。2020年9月15日に88歳で死去した。

## 録音
上述のとおり1950年代後半から1990年代初頭にかけて、数々のレーベルに協奏曲や室内楽曲の多くの録音を残している。レパートリーは、ビーバー、ロカテッリ、ヨハン・ゼバスティアン・バッハ、ハイドン、モーツァルト、ベートーヴェン、シューベルト、シュポーア、メンデルスゾーン、ブラームス、プフィッツナー、レーガー、バルトーク、クルト・ヴァイルのほか、カール・アマデウス・ハルトマンやベルント・アロイス・ツィンマーマン、ハンス・ウェルナー・ヘンツェらによる現代音楽までと幅広い。

## 家族・親族
- 夫：ハインツ・ヤンゼン（レコード会社「Südwest-Tonstudio Stuttgart」の創設者）。

## 註釈
1. ↑  日本では、名については「ズザンネ」とも、また姓については「ラウテンバッヒャー」とも表記したものもある。
2. ↑  Scott, Matthew, "Reviews of Records" (Weill) (April 1982).  The Musical Quarterly, 68 (2): pp. 298-299.